# District de Kosovo-Pomoravlje
Le district de Kosovo-Pomoravlje (en serbe cyrillique : Косовскопоморавски управни округ ; en serbe latin : Kosovskopomoravski upravni okrug ; en albanais : Lugina e Anamoraves) est l'un des districts qui composent le Kosovo selon les subdivisions définies par la Serbie. Il est situé à l'est du Kosovo. Il a pour centre administratif la ville de Gnjilane. En 2000, le redécoupage mis en place par la MINUK en a réparti le territoire entre les deux nouveaux districts de Gjilan/Gnjilane et de Pristina.

## Municipalités
Le premier nom donné est serbe et le second albanais :
- Kosovska Kamenica/Kamenicë
- Novo Brdo/Novobërdë
- Gnjilane/Gjilan
- Vitina/Viti